# Sköna juveler (1940)
Sköna juveler är en tysk film från 1940 i regi av Charles Klein. Filmen är baserad på en pjäs av Hannes Peter Stolp och hade premiär i Tyskland den 22 februari 1940. Sverigepremiären skedde 23 november 1940.

## Rollista (urval)
- Gustav Fröhlich - privatsekreteraren
- Fita Benkhoff - Frau Helene Kiepergass
- Paul Henckels - Tobias Kiepergass
- Rudolf Carl - Bert
- Theo Lingen -  Dr. Kiesewetter
- Carsta Löck - Frau Kiesewetter
- Hubert von Meyerinck - Auktionator